# Port lotniczy Maribor
Port lotniczy Maribor – międzynarodowy port lotniczy położony na południe od centrum Mariboru, w miejscowości Slivnica pri Mariboru. Jest drugim co do wielkości portem lotniczym w Słowenii.

## Linie lotnicze i połączenia
W chwili obecnej port lotniczy nie obsługuje regularnych połączeń pasażerskich.